# إيد عمرو علي (آيت إرناتن)
إيد عمرو علي هو دُوَّار يقع بجماعة أسكاون، إقليم تارودانت، جهة سوس ماسة في المملكة المغربية. ينتمي الدوّار لمشيخة آيت إرناتن التي تضم 15 دوار. يقدر عدد سكانه بـ 340 نسمة حسب الإحصاء الرسمي للسكان والسكنى لسنة 2004.

## روابط خارجية
- البوابة الوطنية للجماعات الترابية
- المندوبية السامية للتخطيط